# Iňačovská tabule
Iňačovská tabule je geomorfologický podcelek Východoslovenské roviny.

## Vymezení
Podcelek zabírá rovinaté území v severní části Východoslovenské roviny, v prostoru mezi Senianskými rybníky a Zemplínskou Šíravou. Na severu sousedí Zálužická pahorkatina, patřící do Východoslovenské pahorkatiny, západním směrem leží Laborecká rovina a východním navazuje Senianský mokřad, oba patřící do Východoslovenské roviny.

## Osídlení
Rovinaté, ale zčásti močálovité území patří mezi řídce osídlené oblasti, kde se nachází jen několik menších obcí. Leží zde Hažín, Jastrabie pri Michalovciach, Iňačovce a Senné.

## Doprava
V této části území vedou jen silnice III. třídy, spojující zdejší obce. Západně od Iňačovské tabule vede silnice II/555, spojující Michalovce a Velké Kapušany.